# 12418 Тунлін
12418 Тунлін (12418 Tongling) — астероїд головного поясу, відкритий 23 жовтня 1995 року.
Тіссеранів параметр щодо Юпітера — 3,218.